# Storie dell'infanzia di Giuseppe
Storie dell'infanzia di Giuseppe è un dipinto a olio su tavola (98x135 cm) di Andrea del Sarto, databile al 1515-1516 circa e conservato fino al 2024 nella Galleria Palatina di Firenze, poi trasferito agli Uffizi. Faceva anticamente parte della decorazione della Camera nuziale Borgherini.

## Storia
A partire dal 1515 circa Salvi Borgherini fece decorare la camera nuziale di suo figlio Pierfrancesco e della consorte Margherita Acciaiuoli con una boiserie e mobilio intagliato da Baccio d'Agnolo, progettista anche del palazzo dove abitavano, il tutto decorato da una serie di pannelli figurati di Pontormo, Francesco Granacci e, in una fase immediatamente successiva, Andrea del Sarto e il Bacchiacca.
Il tema era quello delle Storie di Giuseppe ebreo, eroe virtuoso e casto spesso raffigurato come esempio per le giovani coppie.
Il Sarto dipinse due pannelli, le Storie dell'infanzia di Giuseppe, primo della serie, e Giuseppe interpreta i sogni del faraone, che secondo la ricostruzione di Braham dovevano decorare spalliere dei due cassoni ai lati del letto.
La camera, nonostante le gelose cure e i rifiuti a venderla della coppia, fu infine ceduta dai loro discendenti, tramite l'intermediazione di Niccolò Gaddi, a Francesco I de' Medici, nel 1584. La compravendita riguardò i pannelli del Granacci e di Andrea del Sarto, che oggi si trovano rispettivamente agli Uffizi e alla Galleria Palatina. I pannelli di Pontormo e del Bacchiaccha presero altre strade ed oggi si trovano divisi tra la National Gallery di Londra e la Galleria Borghese di Roma.

## Descrizione e stile
Una grossa rupe e alcuni edifici fanno da sfondo alle storie di Giuseppe, trattate in più gruppi di figure e disposti in diversi punti del dipinto, ora in primo piano, ora in lontananza. Lo schema ricorda Piero di Cosimo, primo maestro del Sarto, ma la sciolta articolazione delle storie, sebbene non raggiunga la frenesia di quelle di Pontormo, dimostra un pieno superamento dei modi quattrocenteschi, da cui ad esempio Francesco Granacci, altro artista attivo nella serie, non seppe mai allontanarsi.
Da sinistra si svolgono gli episodi di Giuseppe, sempre riconoscibile per l'abito giallo. Egli dopo aver interpretato i sogni del padre Giacobbe (a sinistra), in cui dimostra la predilezione del genitore rispetto ai suoi fratelli (a cui alludono il sole e la luna in cielo, in cui si vedono le facce dei genitori), viene inviato al centro, da Giacobbe e Rachele, a unirsi ai suoi fratelli pastori, recandovisi subito lungo un tragitto che si sviluppa in profondità. Al centro però, verso destra, essi lo fermano e lo gettano in un pozzo per via della gelosia che egli suscita loro. Essi se ne tornano dunque a casa e uno di loro mostra, in primo piano a destra, la tunica del fanciullo imbrattata di sangue al padre disperato, che lo crede morto sbranato dai lupi. Lo stesso malvagio fratello si vede al centro mentre scende dalla rupe, con la veste del fratellino sottobraccio. Giuseppe però si è salvato e, come si vede a destra con un nuovo vestito rosso, viene raccolto da dei mercanti che decidono di portarlo in Egitto dove lo venderanno come schiavo.
La complessa articolazione delle storie è risolta con originalità nei vari gruppi, unificati dal medesimo spazio, una cristallina veduta naturale, con squarci di ampio respiro ai lati, dove il paesaggio si fa più profondo, velato da una lontana foschia.